# Vernon (Alabama)
Vernon è un comune degli Stati Uniti d'America situato nella contea di Lamar dello Stato dell'Alabama.